# Kormánybiztos
A kormánybiztos (németül Regierungskomissar); a kormány – normatív határozatával –  vagy a miniszterelnök kinevezhet  miniszteri rangú személyt  egy adott problémakör megoldásához szükséges feladatok összehangolására, esetleg konkrét kormányzati feladat megoldásának, kezelésének az irányítására.

## Története
A két világháború közötti Magyarországon a kormánybiztos, a minisztérium által rendkívüli feladatok ellátására kiküldött szerv volt. A korlátozott önkormányzatiságot jól jellemzi, hogy az 1939. évi II. t.-c. szerint kormánybiztost lehetett a törvényhatóság élére állítani a törvényhatósági bizottság feloszlatása esetében, ha a kisgyűlés a működést megtagadta vagy olyan magatartást tanúsított, amely a törvényhatósági bizottság feloszlatására okul szolgálhatott; az ilyen kormánybiztos bizonyos korlátok között a tisztviselőkkel intézte a törvényhatóság igazgatását. A háborús kivételes hatalom igénybevétele esetében a minisztérium a főispánok hatáskörébe tartozó és a rendkívüli feladatok ellátását kormánybiztosra bízhatta; az ilyen kormánybiztosnak jogában állt  megsemmisíteni az önkormányzati hatóságok egyes határozatait, helyettük intézkedhetett, azokat utasíthatta, kihágást állapíthatott meg stb. ( ). A kormánybiztostól különbözött a miniszteri biztos, akit egy miniszter küldhetett ki bizonyos határozott megbízással, pl. valamely képesítő vizsgára, valamely felfüggesztett egyesület ügyeinek vezetésére vagy valamely vállalat üzemének felügyeletére vagy az értelmiségi munkanélküliség leküzdésére stb.
A kormánybiztos jogállását a rendszerváltás után a központi államigazgatási szervekről, valamint a Kormány tagjai és az államtitkárok jogállásáról
2006. évi LVII. törvény szabályozta  , amelynek helyébe az azonos című 2010. évi XLIII. törvény lépett.

## Jogállása ma Magyarországon
A hatályos szabályozás a 2010. évi XLIII. törvényben:
A Kormány - határozatával - egy minisztérium, illetve kormányhivatal feladatkörébe sem tartozó vagy kiemelt fontosságú feladat ellátására kormánybiztost nevezhet ki. A kormánybiztos személyére a kormányzati tevékenység összehangolásáért felelős miniszter tesz javaslatot.
Kormánybiztossá
- a) miniszter, államtitkár, közigazgatási államtitkár vagy helyettes államtitkár, továbbá
- b) az a) pont hatálya alá nem tartozó személy

a Kormány feladatkörébe tartozó feladat ellátására nevezhető ki.
Kormányrendelet a kormánybiztost irányítási jogkörrel ruházhatja fel a Kormány irányítása alá tartozó szervek vezetői, a szervek szervezeti egységei vezetőinek tevékenysége, valamint egyes helyettes államtitkárok tevékenysége tekintetében.
A kormánybiztos tevékenységét a miniszterelnök irányítja.
A kormánybiztos megbízatása meghatározott időre, de legfeljebb két évre szól. A kormánybiztos e megbízatása a miniszteri, államtitkári, közigazgatási államtitkári vagy helyettes államtitkári megbízatásának megszűnésével megszűnik.
A (2) bekezdés a) pontja alapján kinevezett kormánybiztos e tevékenységére tekintettel külön díjazást kaphat, ha tevékenysége eredeti feladatkörével nem függ össze.
A (2) bekezdés b) pontjában meghatározott kormánybiztos államtitkári illetményre és juttatásokra jogosult.
A kormánybiztost tevékenységének ellátásában a kormányzati tevékenység összehangolásáért felelős miniszter által vezetett minisztériumban működő titkárság segítheti, amelyre megfelelően alkalmazni kell az államtitkár titkárságának szabályait.
Az (1) bekezdésben meghatározott kiemelt fontosságú feladat különösen központi államigazgatási szervek egyesítésének előkészítése, amelynek ellátása során az egyesítésre kerülő szervek egyikének vezetője - a (3) bekezdés alapján kiadott kormányrendeletnek megfelelően - kormánybiztosként, e tisztségéből eredő feladatkörében, irányíthatja a másik szerv vezetőjének tevékenységét.

## A miniszterelnöki biztos
A 2010. évi szabályozás új intézményként vezette be a miniszterelnöki biztost, akinek a jogállása:
- A miniszterelnök a feladatkörébe tartozó feladat ellátására miniszterelnöki biztost nevezhet ki.[12] A miniszterelnöki biztosra a 31. § (2)-(4) és (6) bekezdésének rendelkezéseit - az e §-ban meghatározott eltérésekkel - kell alkalmazni.[13] A miniszterelnök rendeletben a 31. § (3) bekezdése szerinti irányítási jogkörrel ruházhatja fel a miniszterelnöki biztost.[14] A miniszterelnöki biztos megbízatása meghatározott időre, de legfeljebb addig szól, amíg a miniszterelnök hatásköreit gyakorolja.[15] A miniszterelnöki biztos legfeljebb az államtitkári illetménnyel megegyező összegű tiszteletdíjban és juttatásokban részesülhet.[16] A miniszterelnöki biztost tevékenységének ellátásában a Miniszterelnökségen működő titkárság segítheti, amelyre megfelelően alkalmazni kell az államtitkár titkárságának szabályait.[17]

Mindezeket a rendelkezéseket hatályon kívül helyezte: 2022. évi VII. törvény 44. § b). Hatálytalan: 2022. VI. 18-tól.
Továbbra is hatályos rendelkezés: 
Ha a kormánybiztost vagy a miniszterelnöki biztost megbízatási ideje alatt állami vezetőnek is kinevezik, juttatásaira az állami vezetőre vonatkozó szabályok alkalmazandók azzal, hogy kormánybiztosi vagy miniszterelnöki biztosi megbízatására tekintettel csak akkor kaphat díjazást, ha e tevékenysége állami vezetői feladatkörével nem függ össze.

## Néhány kormánybiztos Magyarországon
- Ábrányi Emil, id.
- Id. Antall József
- Bajnai Gordon
- Boczkó Dániel
- Draskovics Tibor
- Egressy Gábor
- Fürjes Balázs
- Noszlopy Gáspár
- Szemere Bertalan